# Ахмим
Ахми́м (араб. اخميم‎, копт. ϣⲙⲓⲛ Шмин или ахмим. диалект копт. ⳉⲙⲓⲙ Хмим, от дневнеегип. Хент-мин) — город провинции Сохаг в Республике Египет. Население 98 469 жителей (2006). Расположен в долине реки Нил, в 4 км к востоку от Сохага. Древнегреческие названия города — Хеммис и Панополис (др.-греч. Πανὸς πόλις).

## История

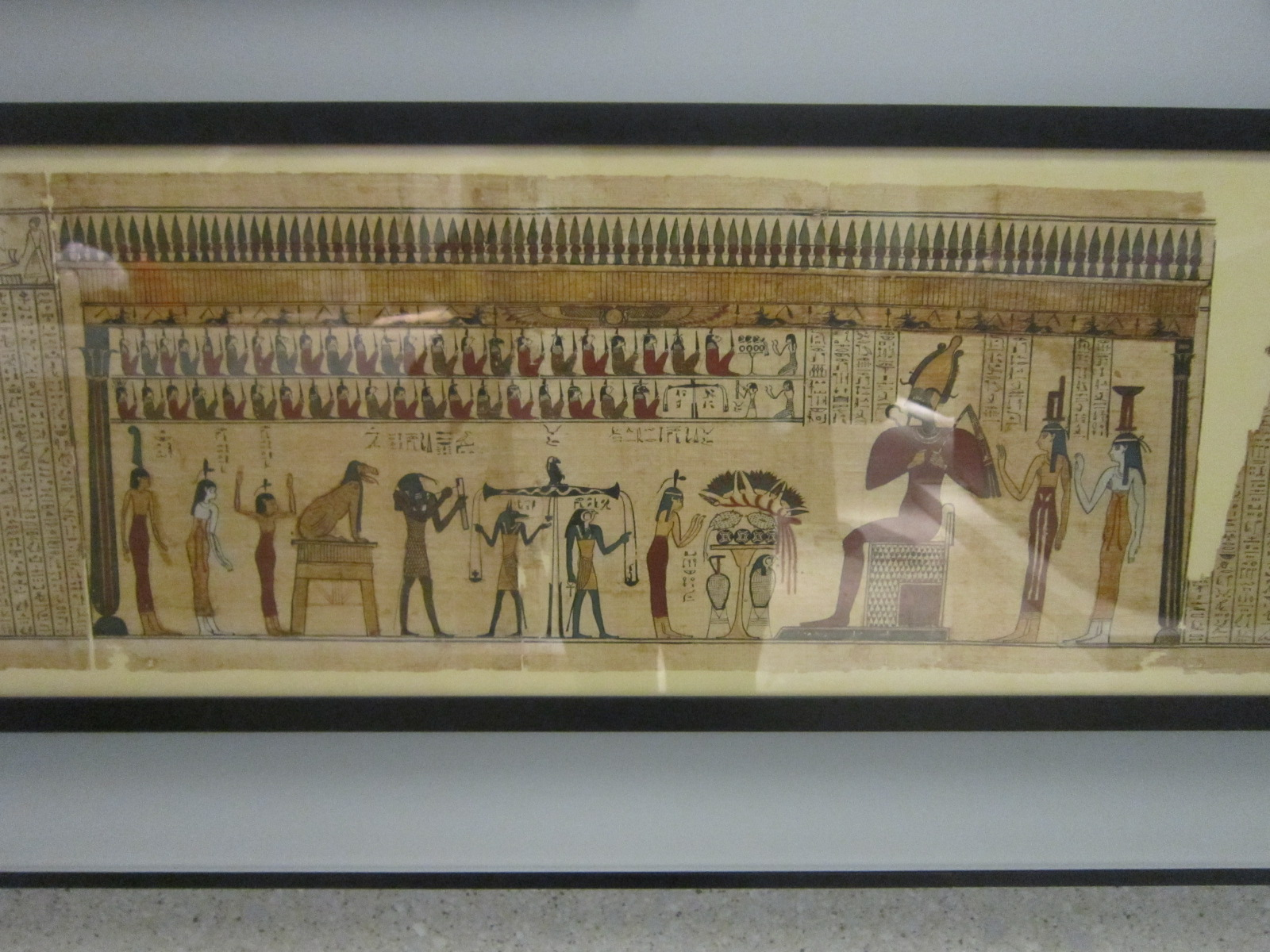
Часть книги мёртвых из Ахмима, IV—I вв. до н. э. Египетский музей в Берлине

Ахмим в Древнем Египте носил названия Ипу, Апу или Хент-Мин. Он был столицей 9-го нома Верхнего Египта. Особым почтением в городе пользовался бог Мин (которого греки идентифицировали с Паном). Доказано, что некоторые представители нубийцев и Пунта собирались в городе для поклонению Мину. Геродот упоминает храм, посвящённый Персею, и утверждает, что в Хеммисе проходили празднования и игры в честь этого героя. Мин особенно почитался среди кочевых торговых племён как бог караванных путей, поэтому вполне возможно, что Геродот спутал Хеммис с Коптосом, ещё одним городом в окрестностях современного Сохага. Страбон упоминает о существовании в Панополисе льнопрядения и резки камней. В доказательство этому в могилах Ахмима были найдены прекрасные ткани греческой и римской эпохи. В христианскую эпоху вокруг Ахмима существовало множество коптских монастырей. Знаменитый ересиарх Несторий, архиепископ Константинопольский был похоронен недалеко от города. В Панополисе родился известный греческий поэт Нонн Панополитанский. Также здесь родился христианский мученик Аполло (Аполлон). При раскопках в Ахмиме найдено большое число древних рукописей, среди которых Книга Еноха. В 1907 году в Ахмиме проживало 23 795 человек, треть из которых были копты.

## Современный город
В Ахмиме имеется несколько мечетей и две коптские церкви, еженедельный базар. В городе производят хлопковые ткани, в том числе голубые рубашки и клетчатые шали с шёлковой каймой, которые так популярны среди бедняков Египта. Имеется также производство сахара. За городскими стенами находятся жалкие остатки двух древних храмов. На западном берегу Нила, напротив Ахмима, проходит железная дорога, связывающая с Каиром и Асуаном. Административно Ахмиму подчиняются 14 сельских местных общин.